# 洛交郡
洛交郡，中国唐朝时设置的郡。
天宝元年（742年）以鄜州改置，治所在洛交县（今陕西省富县）。辖境同鄜州。下辖五县：洛交县、洛川县、三川县、直罗县、甘泉县。乾元元年（758年）复为鄜州。